# Château de Leymarie
Le château de Leymarie est un château situé à Beynac et Saint-Martin-le-Vieux, en France,.

## Localisation
Le château est situé dans le département français de la Haute-Vienne, à cheval sur les communes de Beynac et Saint-Martin-le-Vieux.

## Historique
La construction du château date du premier quart du XIXe siècle.
Le château est inscrit au titre des monuments historiques le 12 août 1988.